# Journée internationale de la biodiversité
 (octobre 2020).

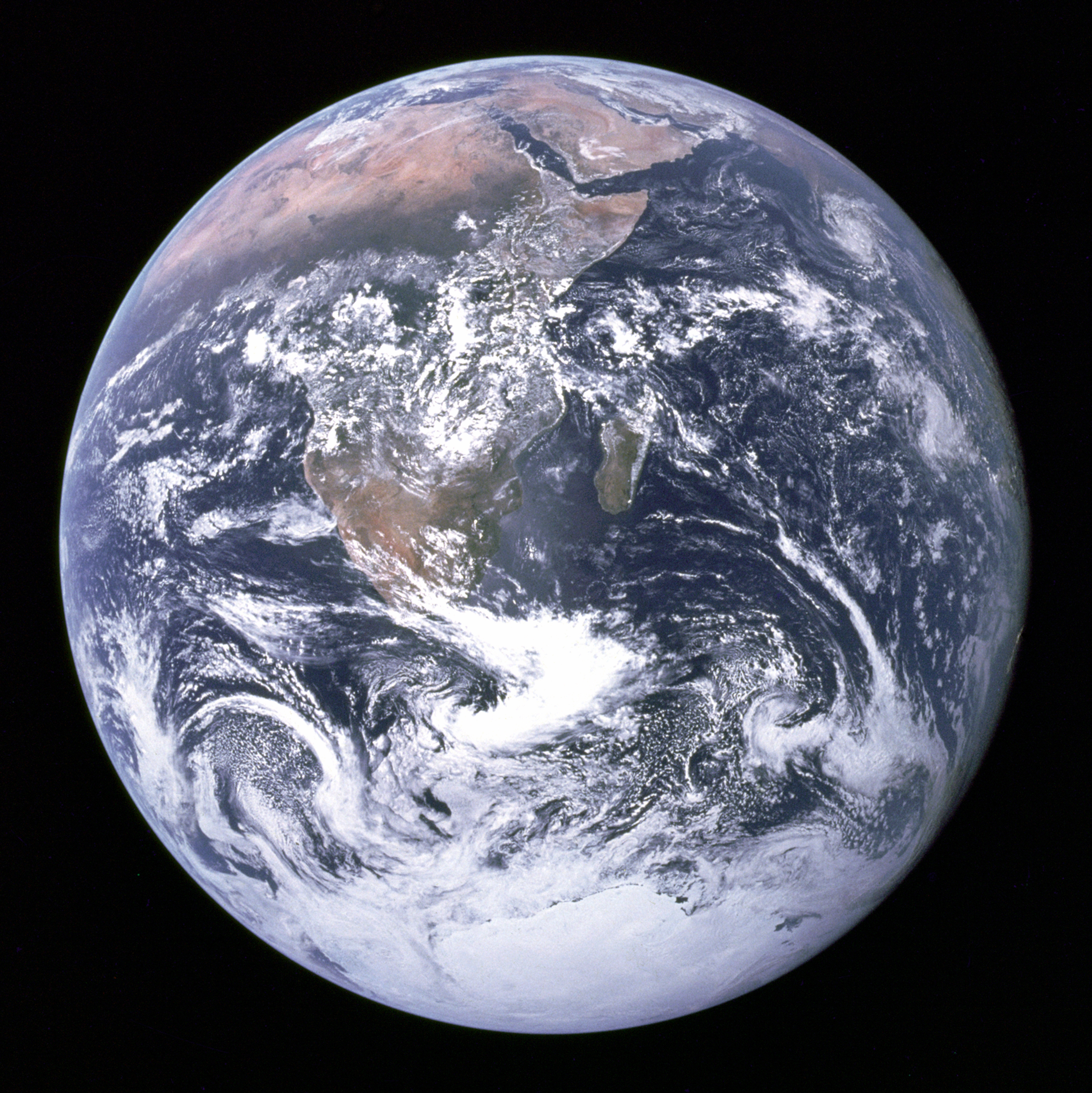
La Terre depuis Apollo 17.

La Journée internationale de la biodiversité (en abrégé  JIB ; en anglais International Day for Biological Diversity ou World Biodiversity Day) est une journée internationale créée en 1993 par les Nations unies et fixée au 22 mai depuis 2000.
Cette campagne mondiale, menée par l'assemblée générale des Nations unies, sensibilise les citoyens à la richesse des espèces végétales et animales sur Terre. En 2017, elle a pour thème « Biodiversité et tourisme durable », en 2018 thème « Célébrer les 25 ans de la Convention sur la diversité biologique », en 2019 thème « notre biodivesité, notre nourriture, notre santé », en 2020 thème « nos solutions sont dans la nature », en 2023 thème "De l'accord à l'action: reconstruire la biodiversité" et 2025 thème "En harmonie ave la nature et développement durable".
C'est à Montpellier (France) que s'est réuni, en décembre 2000, le Comité intergouvernemental pour le protocole de Cartagena (prévention des risques biotechnologiques), à la seconde réunion préalable à l’adoption du texte de la Convention sur la diversité biologique déplaçant notamment la Journée internationale de la diversité biologique au 22 mai.
La JIB, en effet initialement posée le 29 décembre en 1993, a été déplacée à ce jour à cause des jours fériés et festifs[pas clair].

## Flore et faune
Les forêts représentent aujourd'hui 30 % de la superficie de l'ensemble des terres. Les pertes en arbres se comptent en milliers d'hectares chaque année. En 2005 déjà, les arbres représentaient 4 milliards d'hectares, soit une diminution d'un tiers depuis la naissance de l'agriculture 10 000 ans plus tôt. 20 % des forêts occupent encore de nos jours des superficies intactes : forêts tropicales humides, forêts côtières, forêts de marais ou de mangroves, abritant toutes une riche biodiversité.
La décennie de l'Organisation des Nations unies pour la biodiversité 2010/2020, sensibilise et lutte pour la préservation des forêts, des zones arides dans lesquelles habite un tiers de la population mondiale, qui souffre de problèmes environnementaux et économiques. Fin 2009 sept milliards d'arbres avaient déjà été plantés. Un seul arbre adulte libère suffisamment d'oxygène pour faire vivre deux êtres humains
La biosphère abriterait entre 5 et 30 millions d’espèces. Chaque année de nouvelles espèces sont répertoriées, en plus des 1,7 million d’espèces animales déjà connues, tandis que d'autres disparaissent, souvent à cause de la société humaine : monoculture, déforestations, ogm, pollution induisant les changements climatiques…
D'après les scientifiques internationaux, une espèce de mammifères sur quatre, une espèce d'oiseaux sur huit et un tiers des amphibiens connus sont actuellement menacés de disparition. L'IUCN, l’Union internationale pour la conservation de la nature, édite une liste rouge des animaux menacés d'extinction.
Chaque habitant de la planète peut participer au ralentissement de la perte de biodiversité, en s'intéressant à son environnement, en étant consomm'acteur,